# Bardeau
Pour les articles ayant des titres homophones, voir Bardot et Bardo.
 (février 2014).
Si vous disposez d'ouvrages ou d'articles de référence ou si vous connaissez des sites web de qualité traitant du thème abordé ici, merci de compléter l'article en donnant les références utiles à sa vérifiabilité et en les liant à la section « Notes et références ».

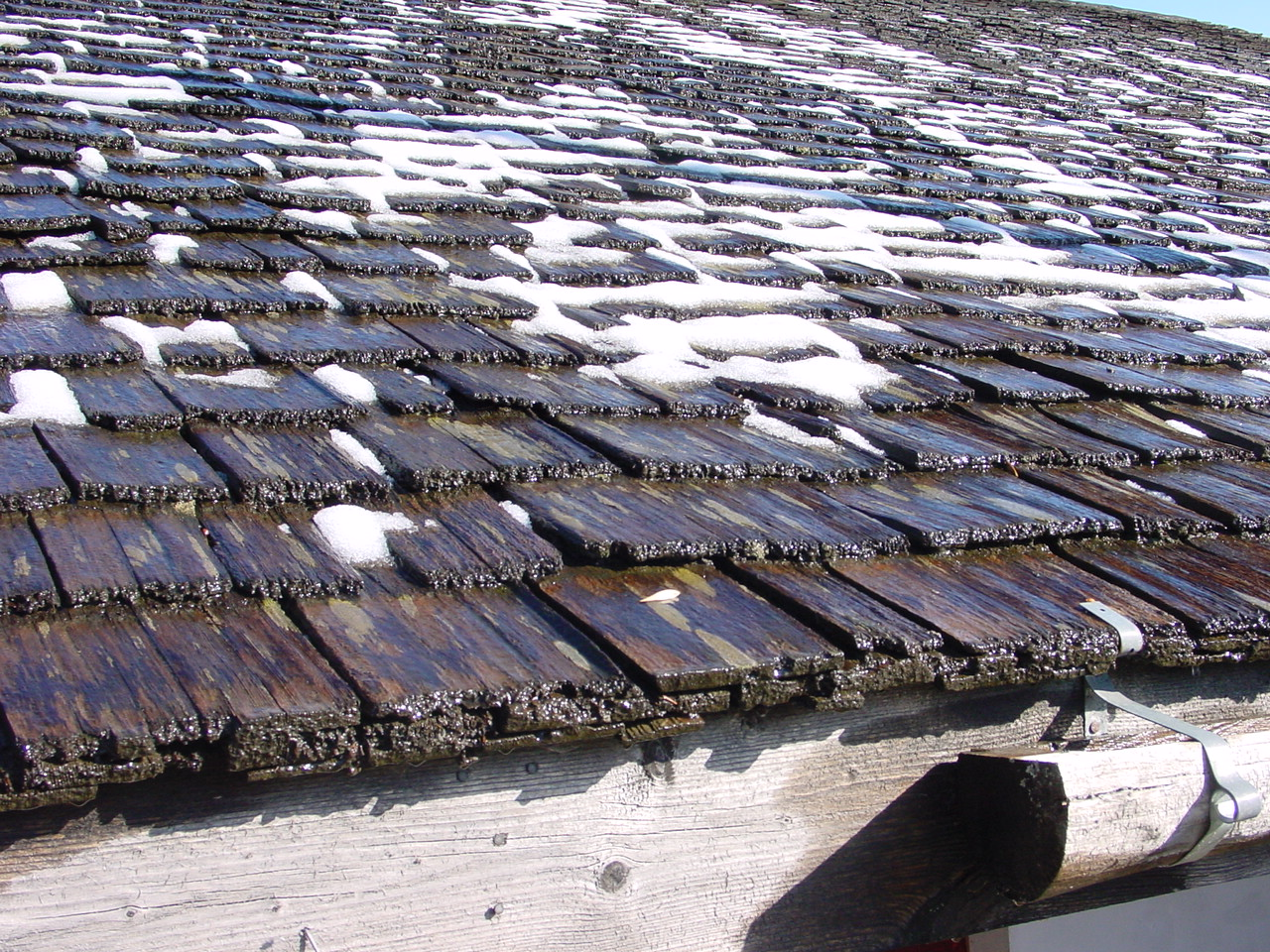
Toit de tavaillons près d'Abondance dans le Chablais français en Haute-Savoie.

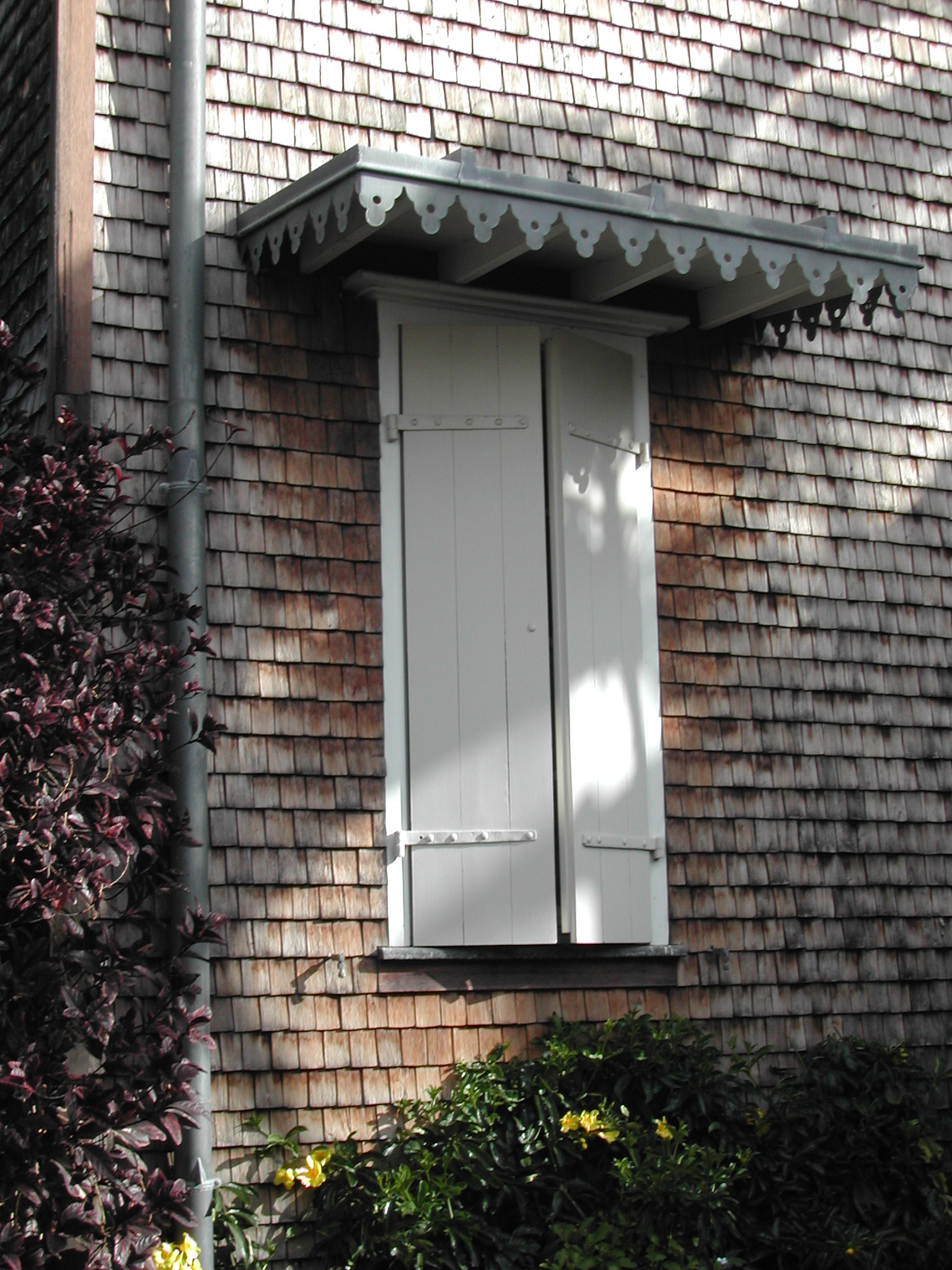
Bardeaux entourant une fenêtre de la façade arrière de la villa Déramond-Barre, à Saint-Denis de La Réunion.

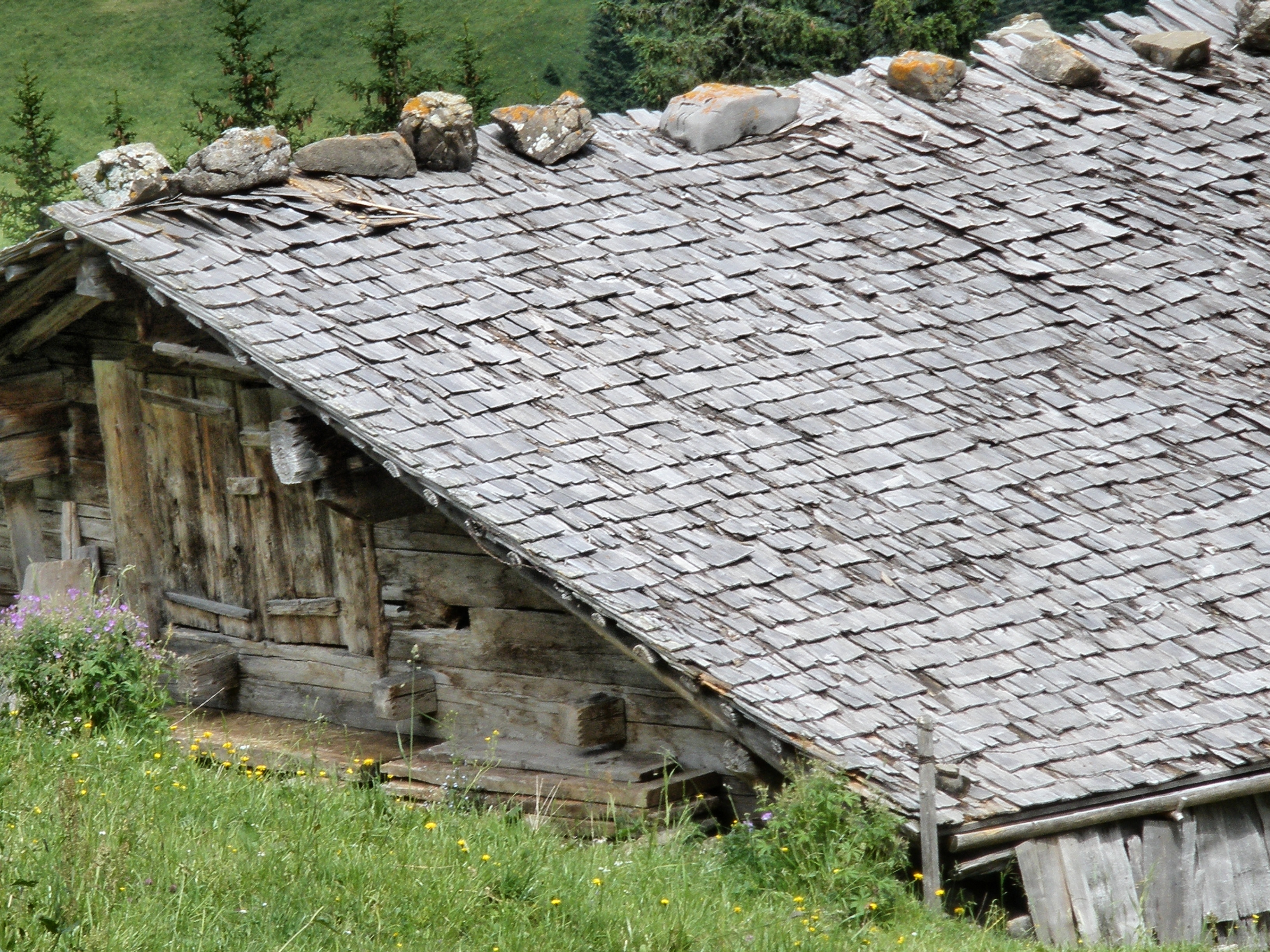
Toit d'un chalet dans l'Oberland bernois.

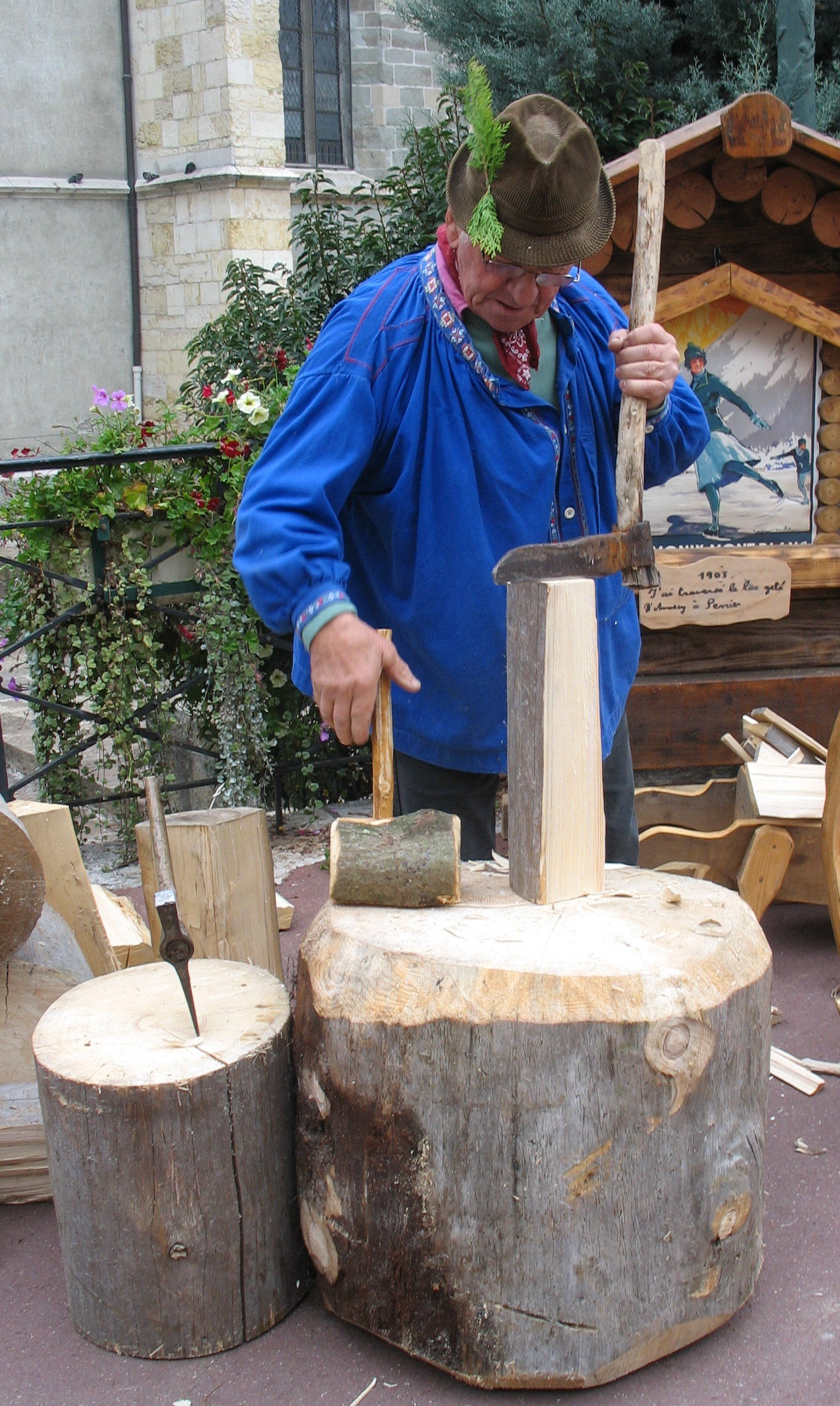
Tavaillonneur fabriquant des tavaillons à l'aide d'un départoir.

Un bardeau, un tavaillon, un tavillon, une ancelle ou une essente, un essi, selon les régions, est un petit élément de revêtement en bois permettant de protéger des intempéries les toitures et les façades. Cette planchette en forme de tuile est utilisée comme matériau de couverture et de bardage.
Une couverture de tavaillons sert à la fois d'isolant thermique traditionnel et de protection contre les intempéries. Il est répandu dans de très nombreuses régions du monde, en particulier en France dans le massif du Jura, les Vosges, les Alpes, les Pyrénées, la Creuse, mais aussi l'île de la Réunion et la Corse.
Les bardeaux sont faits de planchettes de bois (châtaignier, épicéa ou mélèze en général) refendues dans le fil.

## Vocabulaire et étymologie
En Normandie, les plaques de bois en forme d'ardoise sont appelées essentes ou aissantes et un bardage de tuiles de bois, de planches, d'ardoises ou de tuiles est un essentage ou aissantage. L'origine du tavaillon semble remonter au XIIIe siècle (dictionnaires Le Robert) dans le Jura suisse.
Le confectionneur et poseur de bardeaux s'appelle le bardelier, et le poseur de tavaillons s'appelle le tavaillonneur.

## Histoire
L'utilisation de planchettes de bois pour la couverture des toits date du Néolithique.
Au Moyen Âge, l'utilisation des tavaillons était répandue dans toute l'Europe et, avec le chaume, constituait la principale forme de couverture des toits. Avec le développement des transports, ces toitures ont progressivement été remplacées par des tuiles en terre cuite, en ardoise, ou même en tôle, pour des raisons économiques et pratiques. À partir du XVIIe siècle, les tavaillons, plus courts et plus résistants, ont gagné en popularité, remplaçant progressivement les ancelles.
Dans les régions montagneuses, notamment le Jura et les pays de Savoie, la tradition du tavaillon persiste. Des études patrimoniales et architecturales ont révélé que le tavaillon est profondément enraciné dans l'histoire architecturale des pays de Savoie. Cette méthode traditionnelle connaît un renouveau significatif depuis les années 1970.
Longtemps négligés, ils regagnent en popularité, notamment grâce à la convergence de divers facteurs : la quête de l'« authentique », du traditionnel, du naturel et du caractère typique dans le choix des matériaux, la conservation du patrimoine et leur conformité avec les nouvelles valeurs du développement durable, de la protection de l'environnement et de l'écocitoyenneté.
Le tavaillon présente de nombreux avantages, notamment son authenticité, son esthétisme, sa durabilité, ainsi que son confort hygrométrique et acoustique. Il est également respectueux de l'environnement et du patrimoine.

## Utilisation
L'utilisation du tavaillon est dorénavant régie en France par un cahier des règles professionnelles tant au niveau de sa fabrication que de sa pose. Le centre technique du bois et de l'ameublement a aussi officialisé l'utilisation du tavaillon en épicéa pour la couverture des toits. Cette réglementation est nécessaire car il n'existe pas un savoir-faire unique et figé ; de plus, il était important de faire reconnaître cette technique par les assurances et les bureaux de contrôle.
Ce sont des éléments traditionnels de couverture du Jura et dans les Alpes. En Pays de Savoie, plus de 120 000 m2 de toitures sont couvertes chaque année de tavaillons, en particulier dans les secteurs des Aravis, d'Abondance et du Massif du Mont-Blanc. La surface couverte a doublé en cinq ans et une enquête marketing a montré que 74 % des occupants de logements couverts de tavaillons n'auraient pas préféré un autre matériau[réf. nécessaire].
Quelques toits du Mont-Saint-Michel sont recouverts de tavaillons qui viennent des villages du Haut-Doubs.
Dans les Balkans, et notamment en Albanie, les toits en bardeau de bois sont très courants, à l'exception du versant adriatique où il laisse la place à la tuile romaine.

## Variation
Le tavaillon et le tavillon diffèrent par leur technique de pose : le tavaillon est posé bord à bord, avec un recouvrement vertical, quand le tavillon est posé avec un double recouvrement, vertical et latéral, étant de ce fait plus adapté à des toits courbes.
Leurs dimensions et leurs formes sont variables suivant les régions : 
- effilé en longueur, de 10 à 14 cm de large pour 40 à 45 cm de long et 15 à 20 mm d'épaisseur, dans l'est de la France et les Alpes françaises. On parle de tavaillon ;
- effilé en largeur, de 10 à 15 cm de large pour 42 cm de long pour les toitures et 33 cm de long pour les façades et 3 à 5 mm d'épaisseur, en Suisse. On parle de tavillon.

Ils sont en principe cloués avec ou sans pré-perçage, mais quelquefois posés comme en Franche-Comté. Ils sont, dans ce cas, lestés avec de grosses pierres ou maintenus en place par des rondins. Dans les deux cas ils sont posés avec un recouvrement vertical et avec (ou sans) recouvrement latéral. On en compte généralement près de 100 unités au mètre carré mais jusqu'à 250 unités (recouvrement latéral). En Norvège, le tavaillon local, plus épais, en bois rouge de Furu (Spon), est fixé à l'aide de chevilles de bois.
À épaisseur égale, les toitures en bois sont dix fois plus isolantes que la tuile, vingt fois plus que l'ardoise, trente-cinq fois plus que la pierre ; en effet, de tous les matériaux de toiture, le bois est, de très loin, le meilleur isolant thermique. Or la méthode de pose des tavaillons par recouvrement (vertical, latéral ou les deux) crée des épaisseurs variant de 5 à 12 centimètres, ce qui accroît d'autant le différentiel thermique avec les autres matériaux bien plus fins.[réf. nécessaire]
Le bois choisi dépend de la région : l'épicéa ou mélèze dans les zones montagneuses, chêne ou châtaignier en plaine. Les bardeaux réunionnais sont réalisés à partir de Tamarin des Hauts, Bois de benjoin, Bois de fer, camphrier, filao, de natte.
Leur durée de vie est variable et fonction :
- de l'essence de bois utilisée ;
- du climat ;
- de l'orientation de la toiture (idéalement nord-sud) ;
- de la méthode de pose.

Le pire ennemi du tavaillon est l'humidité et les champignons lignivores. Pour accroître la durée de vie du toit, on peut retourner les tavaillons. Cependant, on considère que les toitures réalisées en chêne ou en châtaignier peuvent atteindre 100 ans, 80 ans pour le mélèze, 40 ans pour le pin et 25 ans pour l'épicéa ou le sapin.

### Processus de fabrication

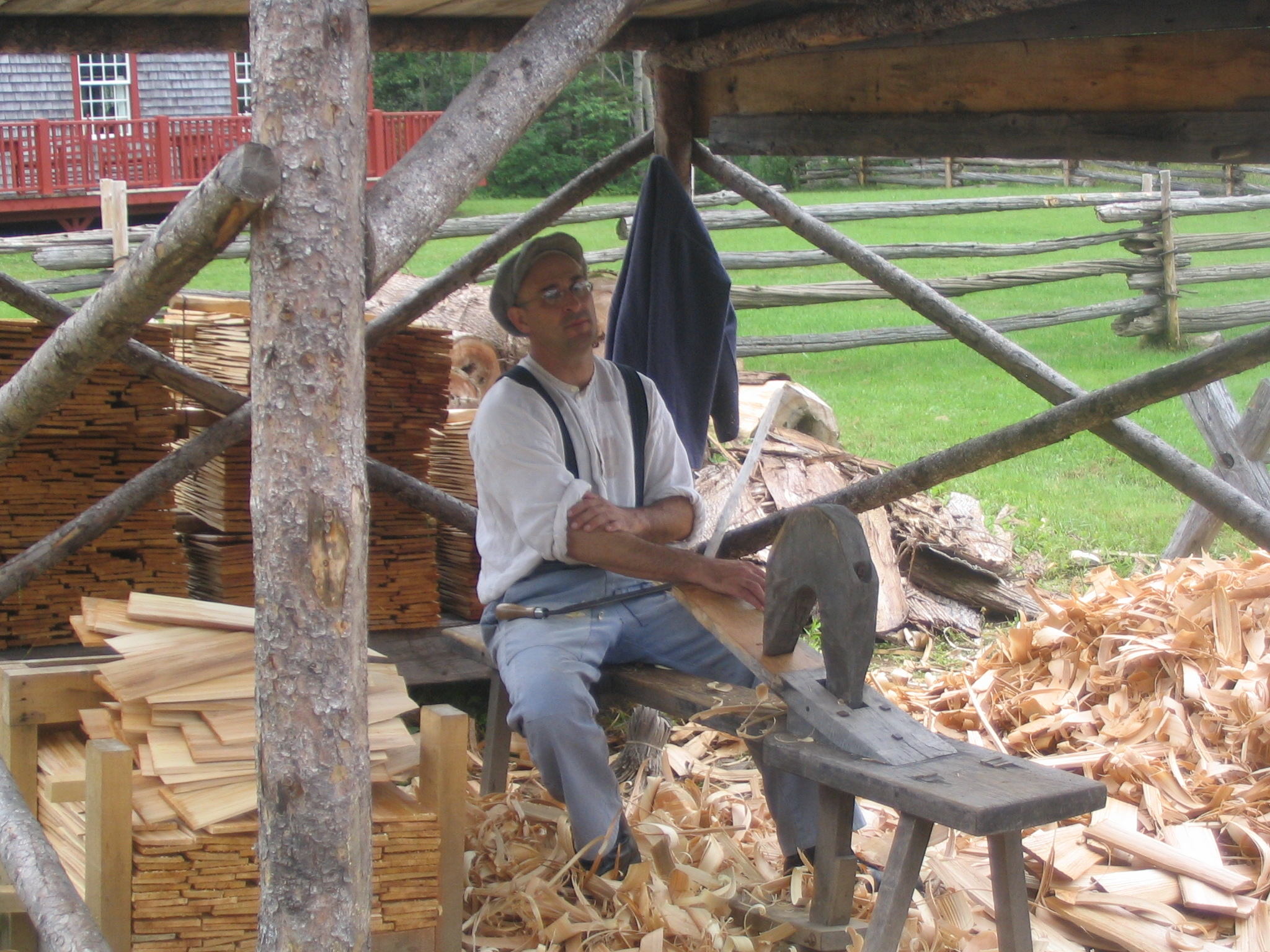
Fabrication de bardeaux au Village historique acadien.

Les tavaillons sont des tuiles de bois fendues avec des outils spécifiques. On trouve des tavaillons sciés qui résistent moins longtemps, la fibre du bois étant interrompue, l'eau y pénètre plus facilement. Les tavaillonneurs travaillent le bois vert.
Les outils traditionnels sont :
- haches et scies pour couper l'arbre ;
- départoirs ou anseille et maillets pour fendre le bois ;
- les vilebrequin et grive pour poser des chevilles de bois ;
- le banc d'âne et la panne pour calibrer le tavaillon ;
- les outils de pose des couvreurs, comme le tourniquet.

### Bardeau fendu
À l'origine, tous les bardeaux étaient fendus. Ils mesurent généralement de 25 à 35 cm de long et de 6 à 10 cm de large. Ils sont posés à la manière des lauzes, c'est-à-dire qu'il faut tester les bardeaux pour qu'ils ne boitent pas, qu'ils posent franchement sur les précédents. Ils sont fixés à l'aide de pointes ou d’agrafes.

### Bardeau scié
Les bardeaux sciés mesurent de 40 cm à 60 cm (voire plus). Les largeurs vont de 10 cm à 18 cm en fonction des essences. Ils sont sciés en sifflet, c'est-à-dire que leur épaisseur est souvent de 5 mm au petit bout et de 15 mm à 20 mm au gros bout. Ils sont assez rapides à poser (cœur vers le bas) et sont plus étanches et isolants que les bardeaux fendus.[réf. nécessaire]
Il existe une polémique sur la différence de longévité entre ces deux types de bardeaux. Il est reconnu que le bardeau fendu en châtaignier aurait une durée de vie d'un siècle (comme l'ardoise). Nous avons moins de recul pour le bardeau scié. Certains avancent donc que le bardeau fendu favorise l'écoulement de l'eau et que, comme les fibres ne sont pas coupées, le bois absorberait moins l'humidité. Les autres affirment que les bardeaux fendus se creusent rapidement car l'eau circule toujours sur la partie tendre de la fibre (la pousse d'été des cernes annuelles). Dans tous les cas, on peut admettre que, dans des conditions de pose (avec lame d'air au-dessous), de pente et d'exposition correctes, les bardeaux de châtaignier durent au moins de soixante à quatre-vingts ans.[réf. nécessaire]

## Galerie

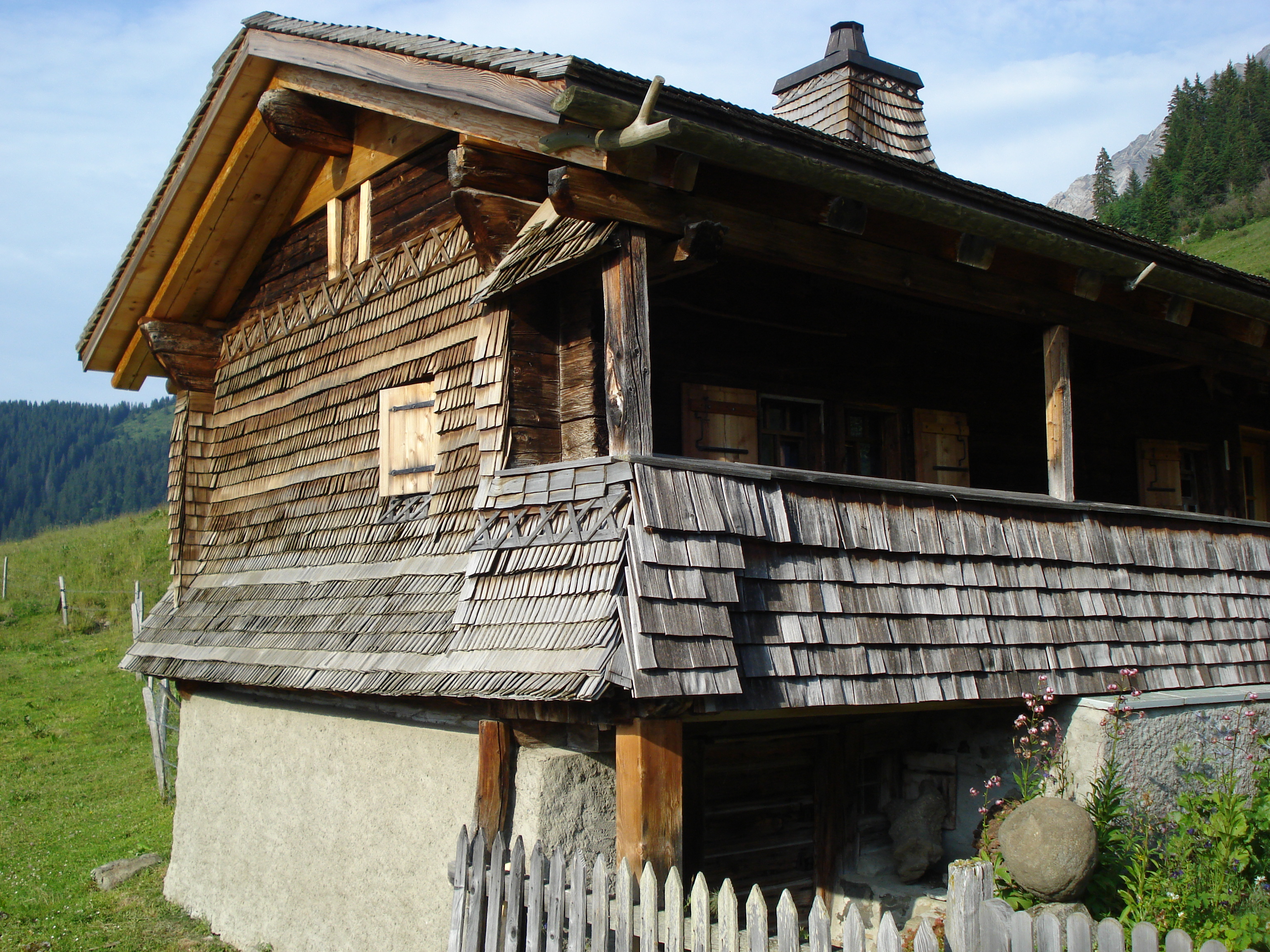
Chalet de Taveyanne près de Villars-sur-Ollon, Suisse.
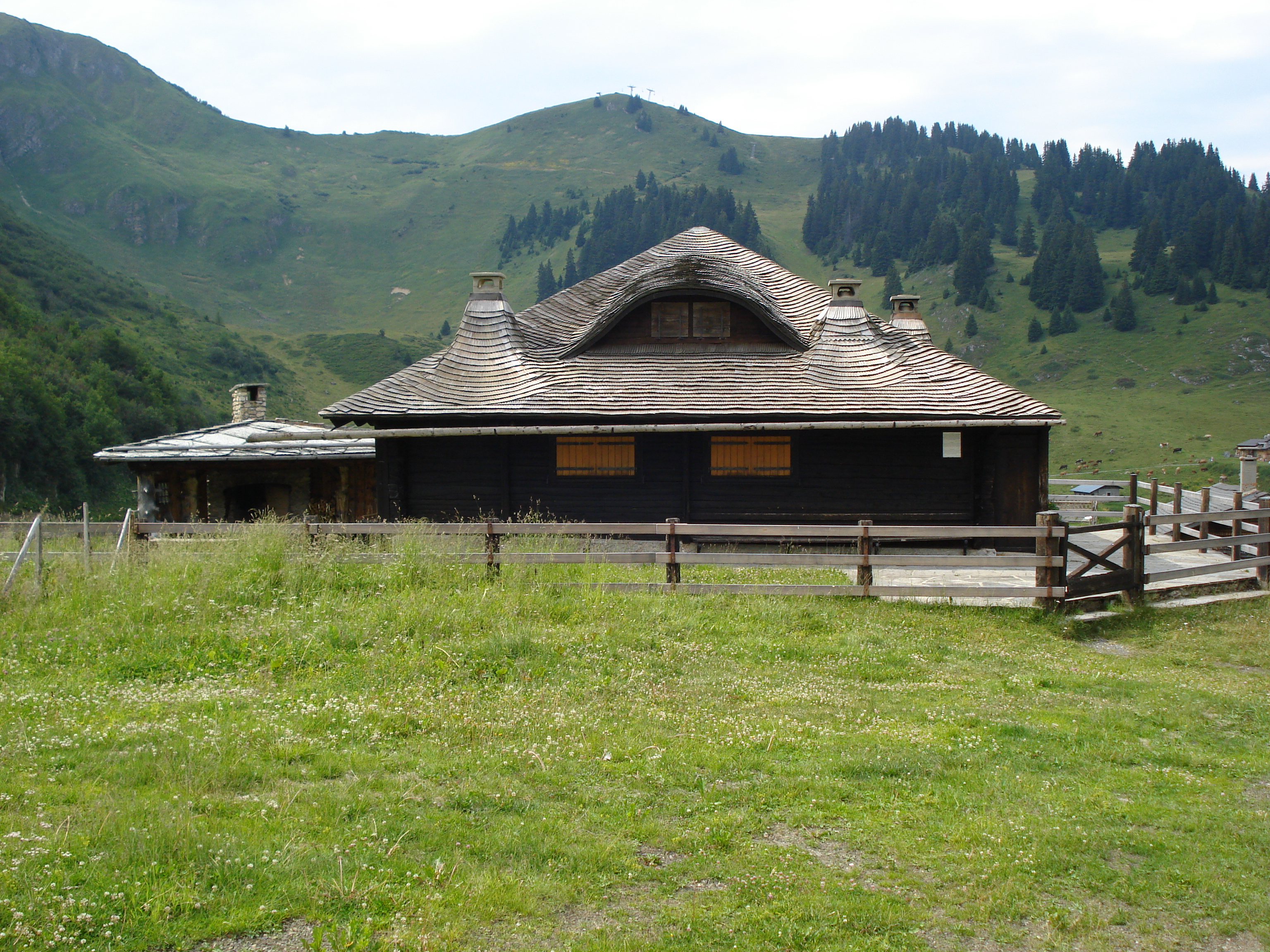
Chalet du col de Bretaye près de Villars-sur-Ollon, Suisse.
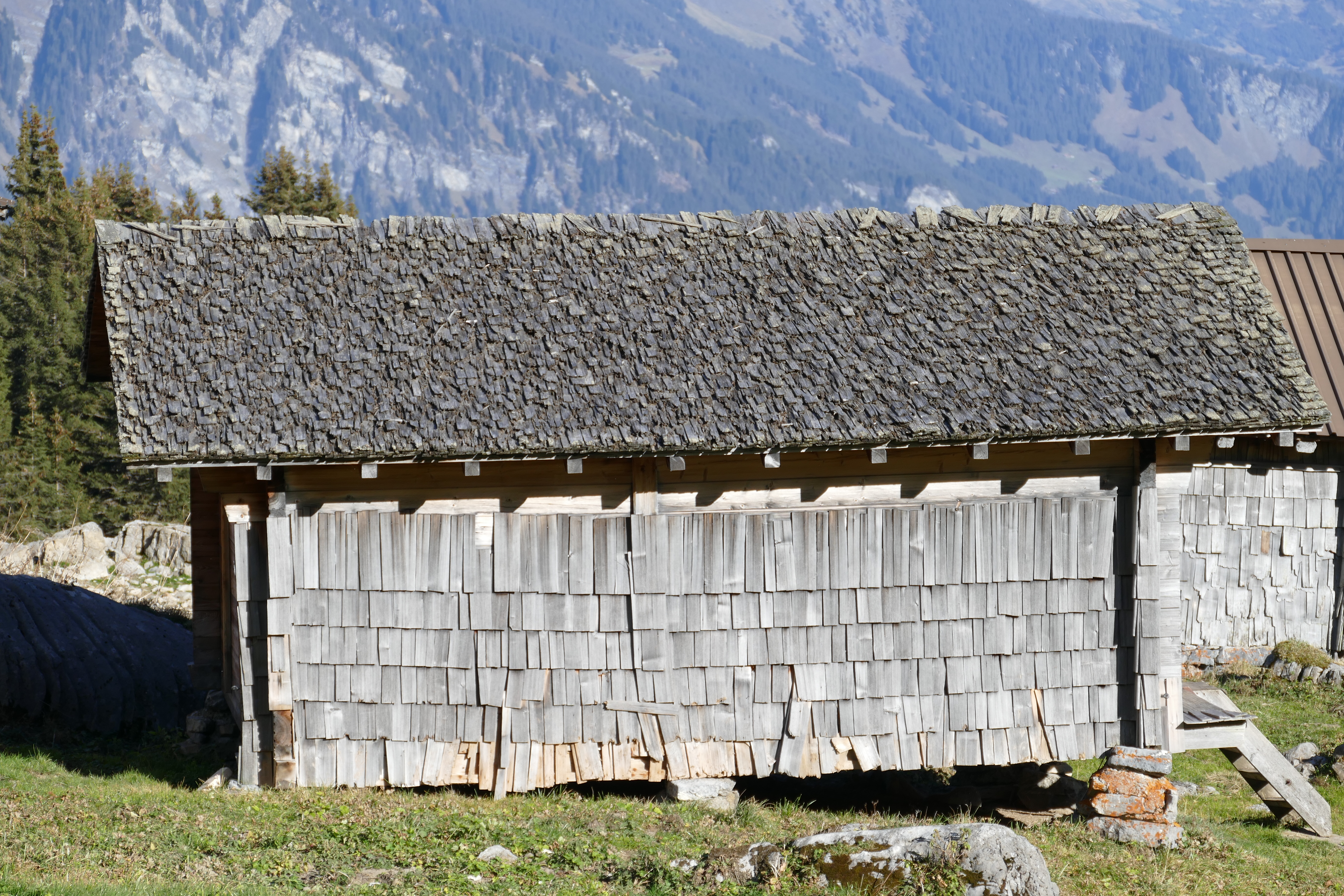
Grange avec toit et mur de bardeau à Sulsseewli, Suisse.
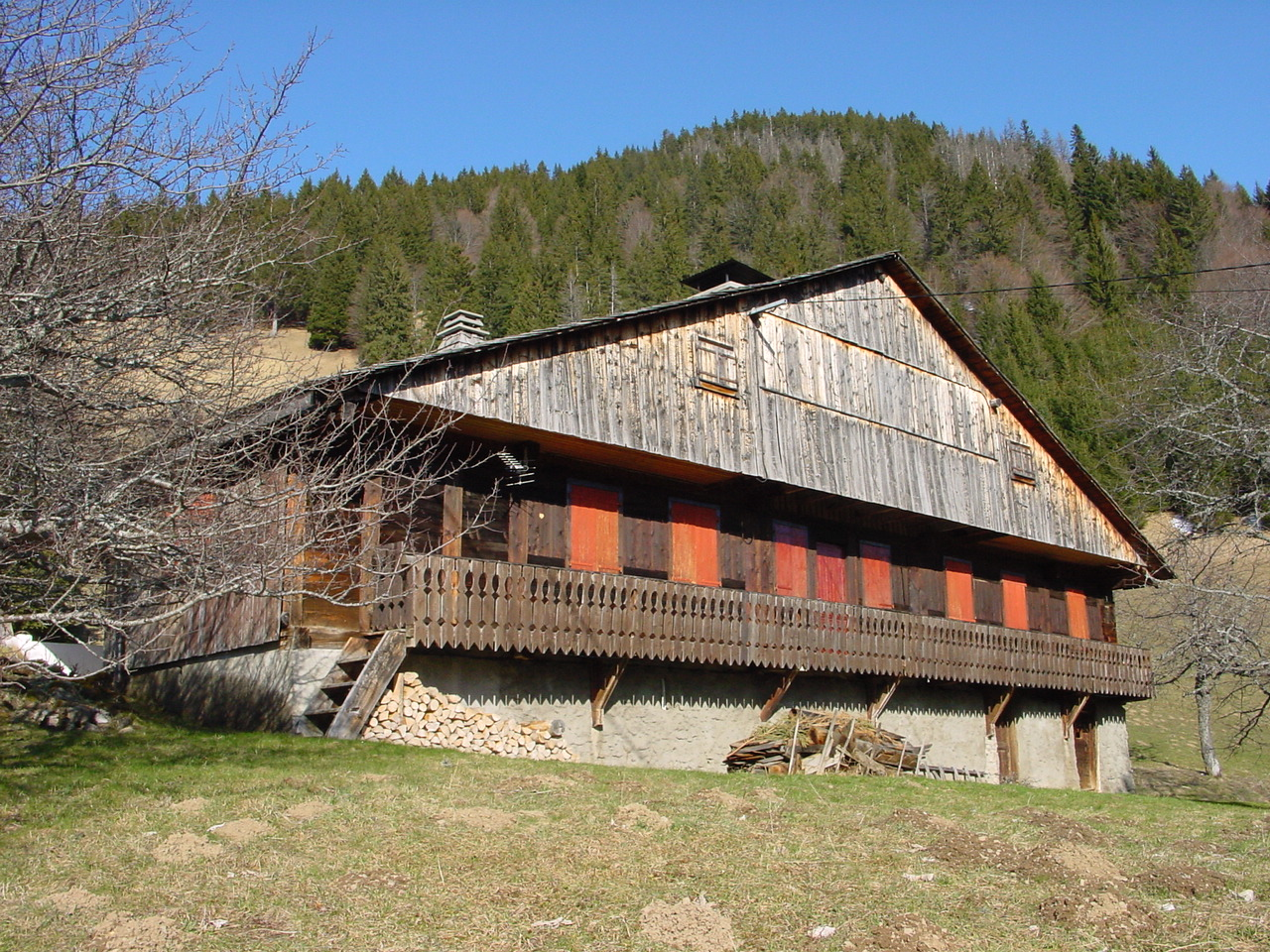
Chalet à Abondance en Haute-Savoie.
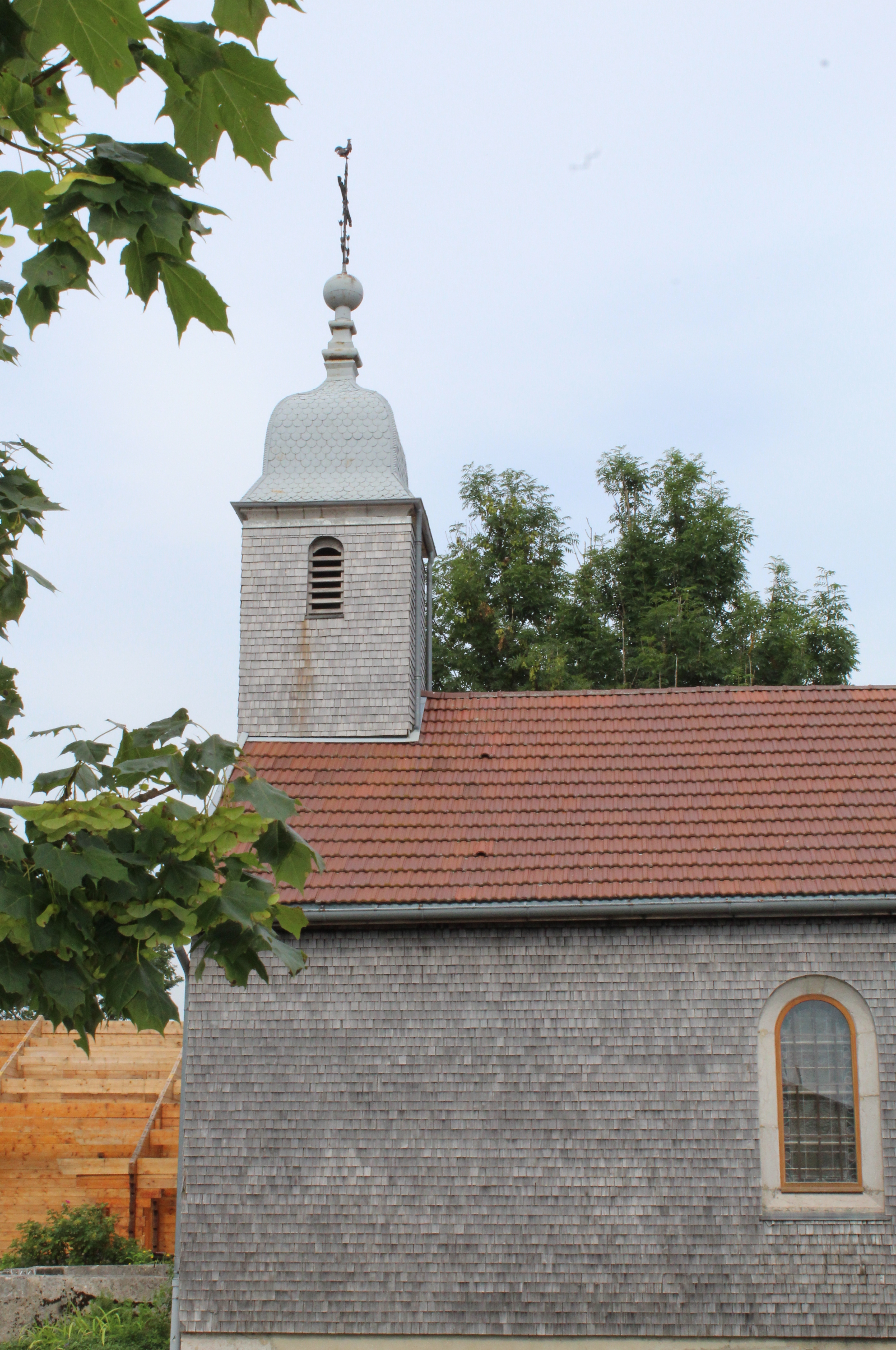
La chapelle Saint-Claude à Jougne Jura aux murs et clocher recouverts de tavaillons.
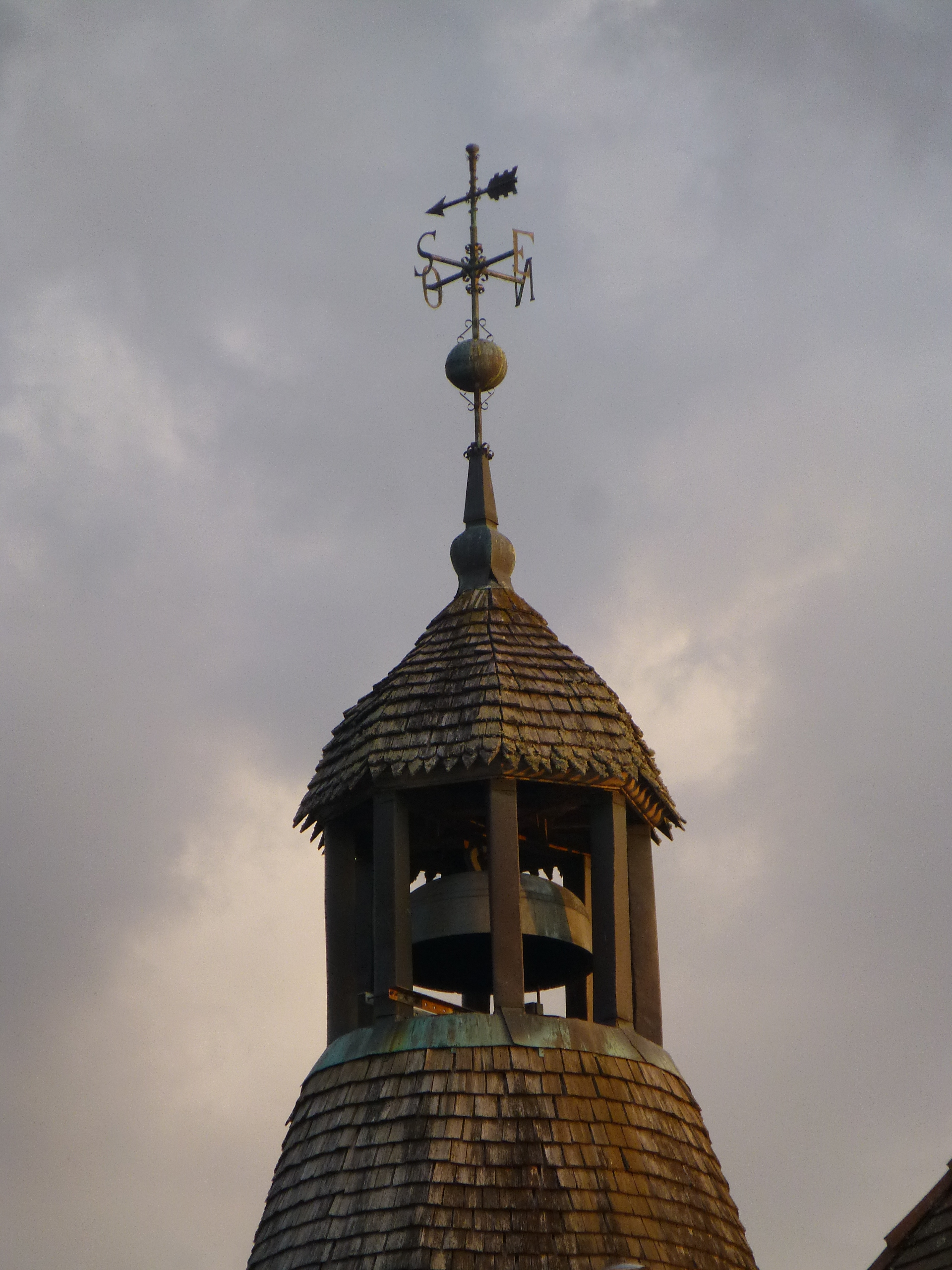
Clocher de la Tour de l'Horloge de Bellegarde-en-Marche.
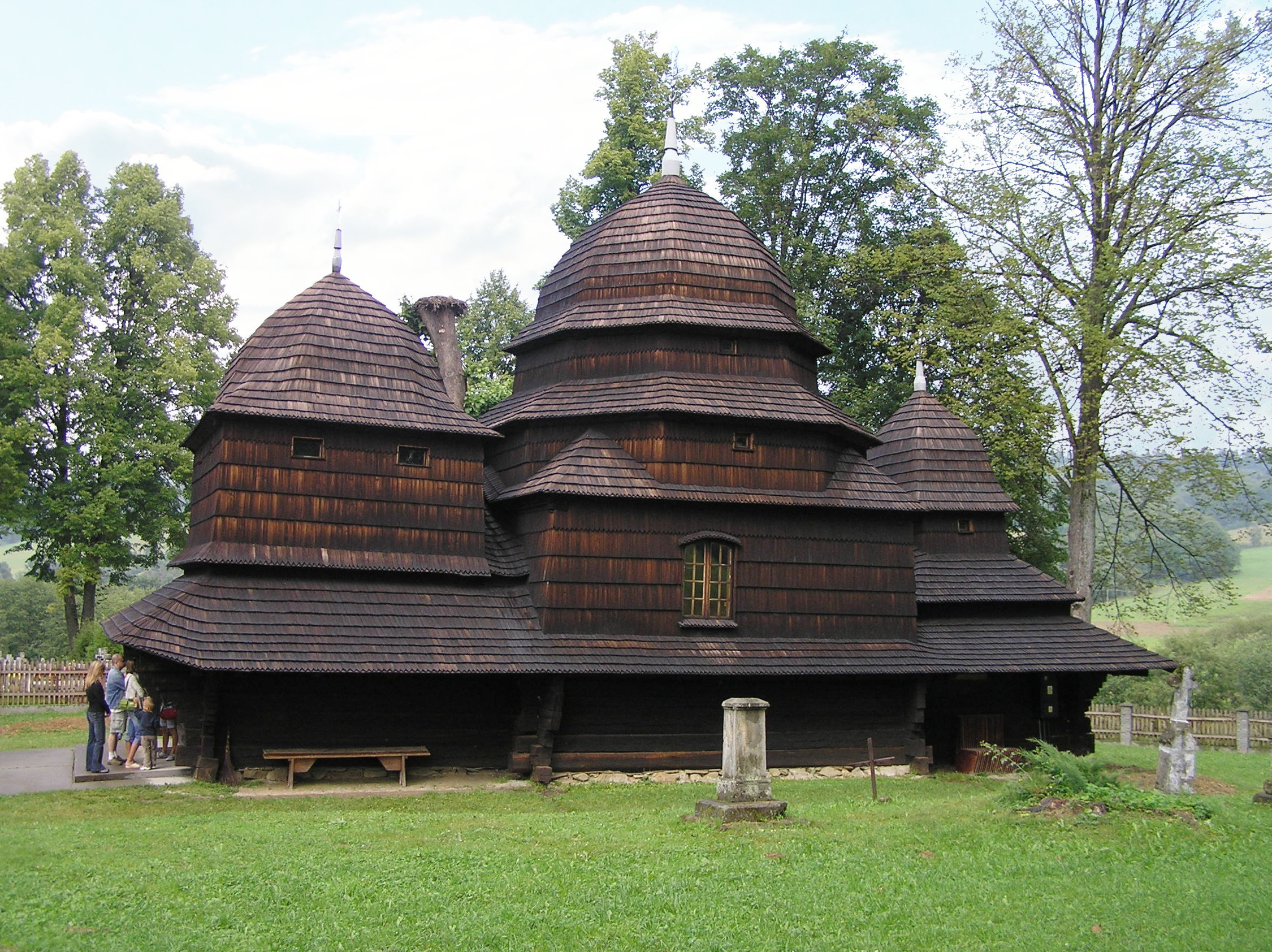
Les tavaillons ont connu de nombreux usages en Europe centrale, ici comme toiture d'une église à Rownia, près d'Ustrzyki Dolne en Pologne.
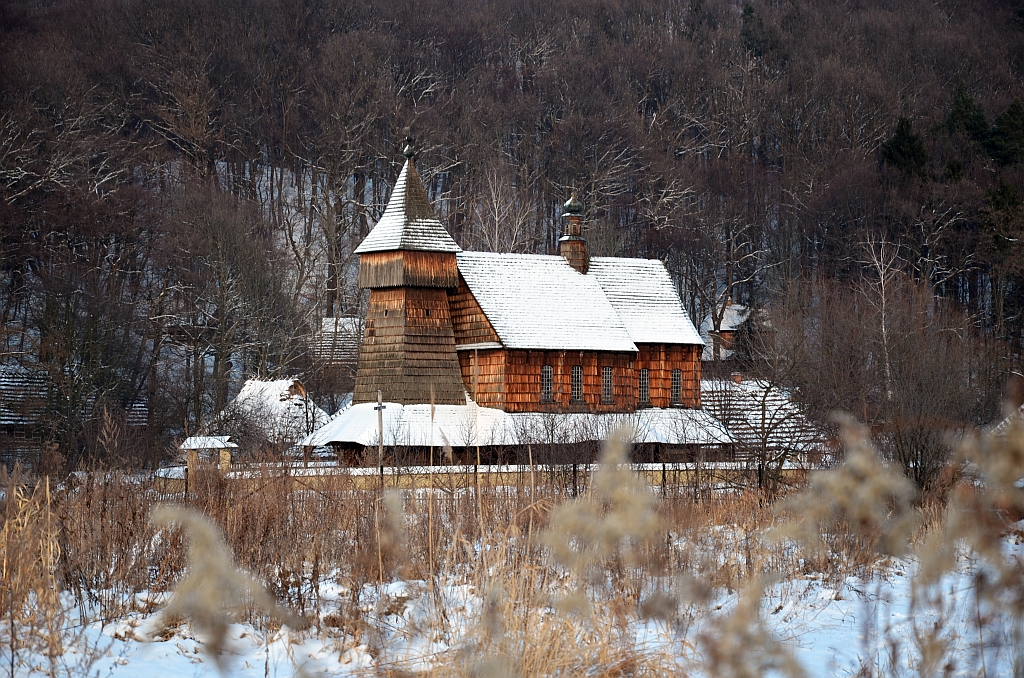
Église de Basse-Bączala en Pologne.
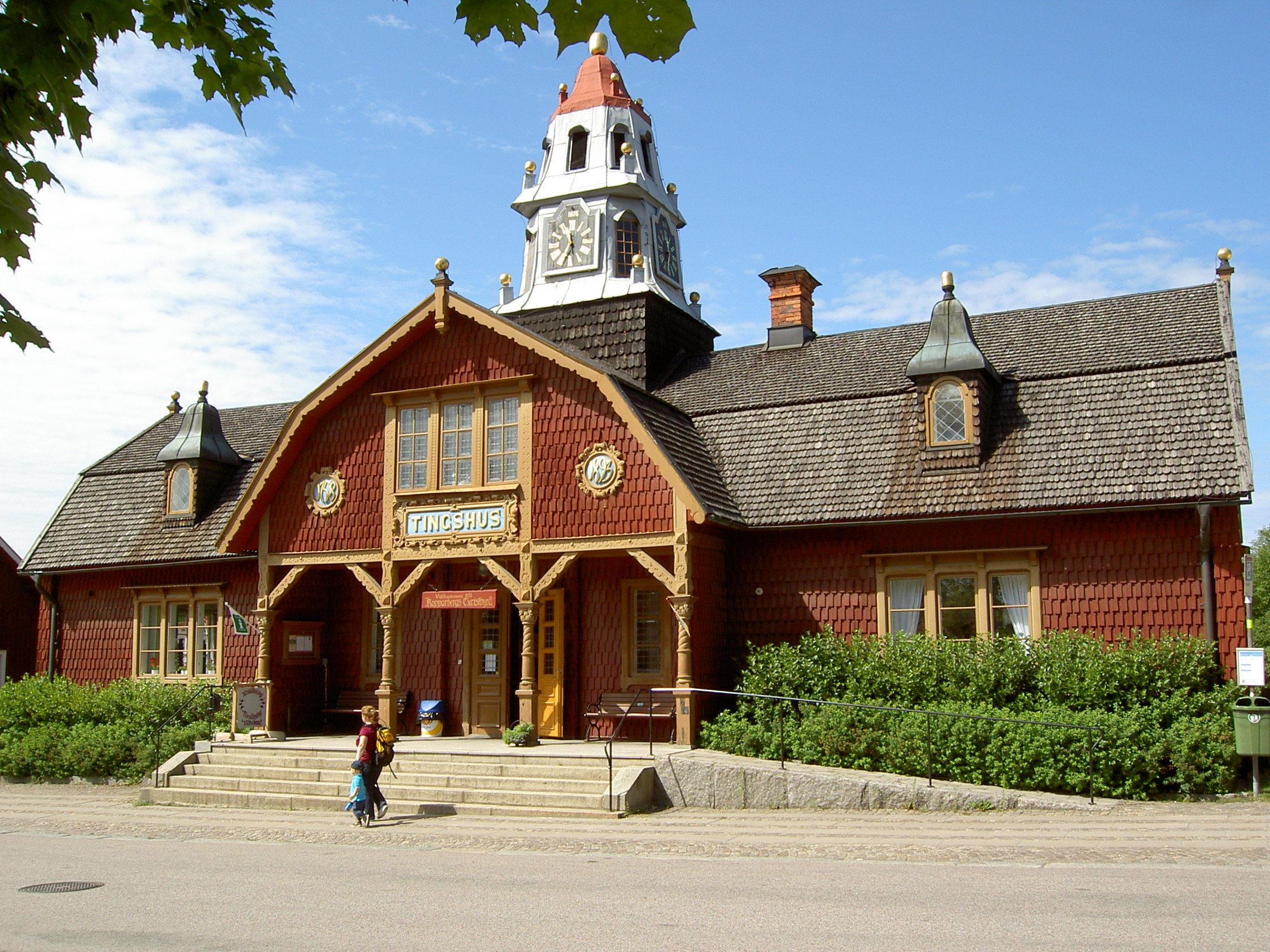
Bardeaux en Suède.
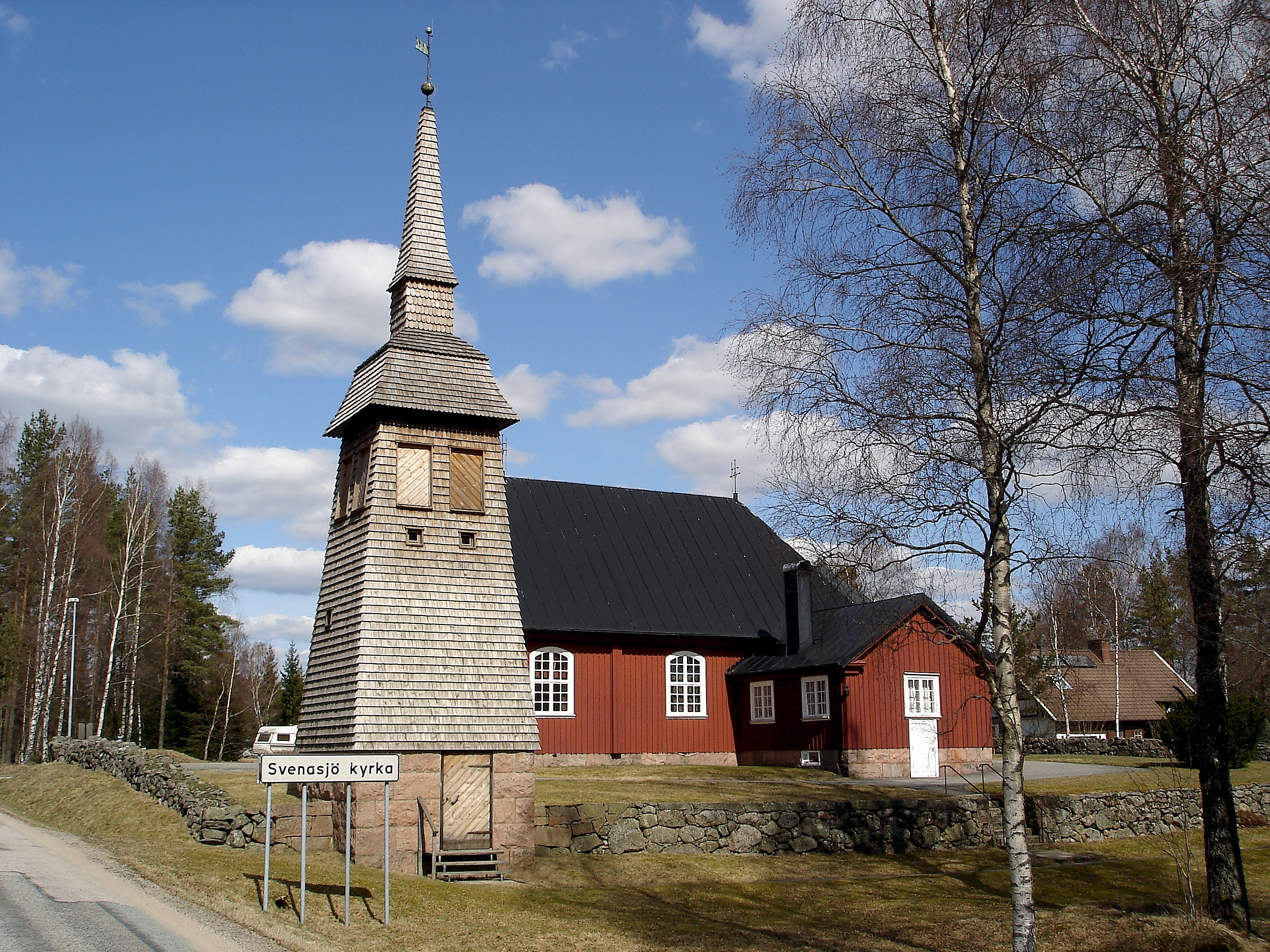
Bardeaux en Suède.
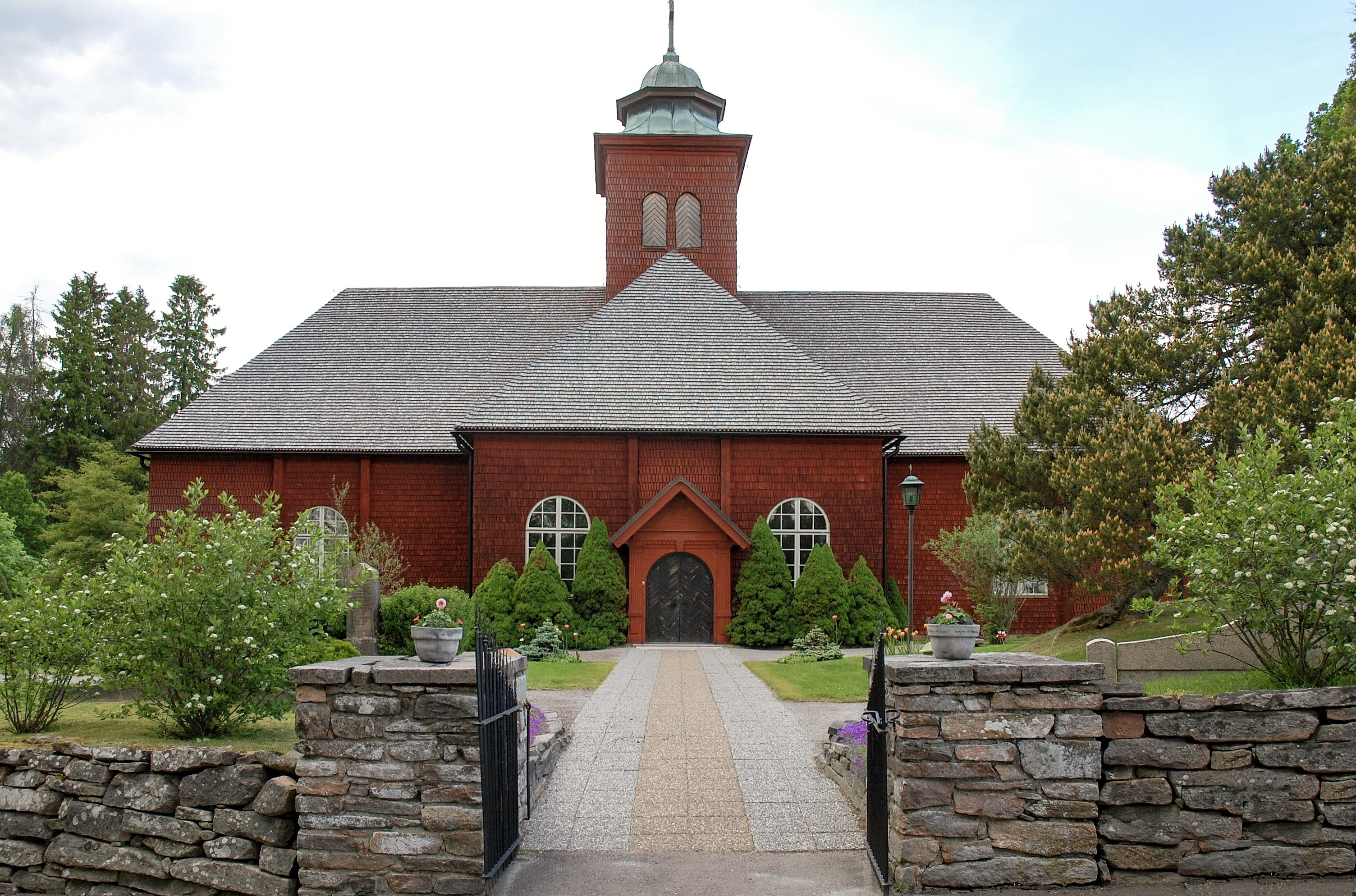
Bardeaux en Suède.
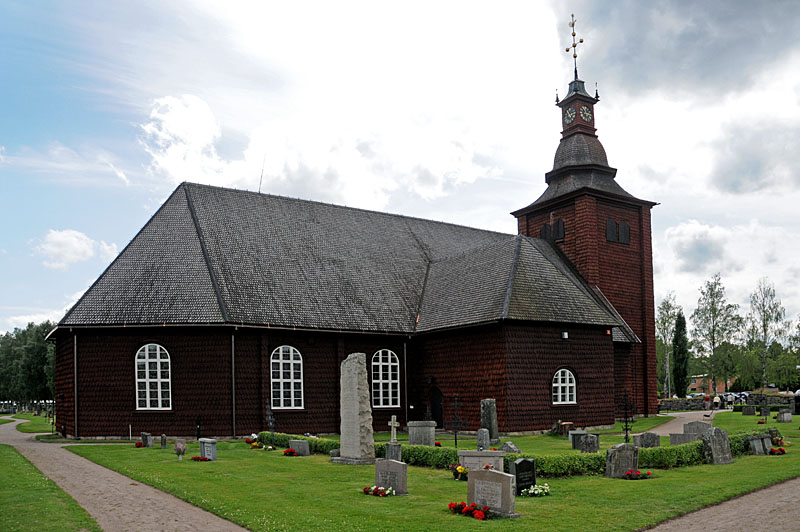
Église Ekshärads Suède.
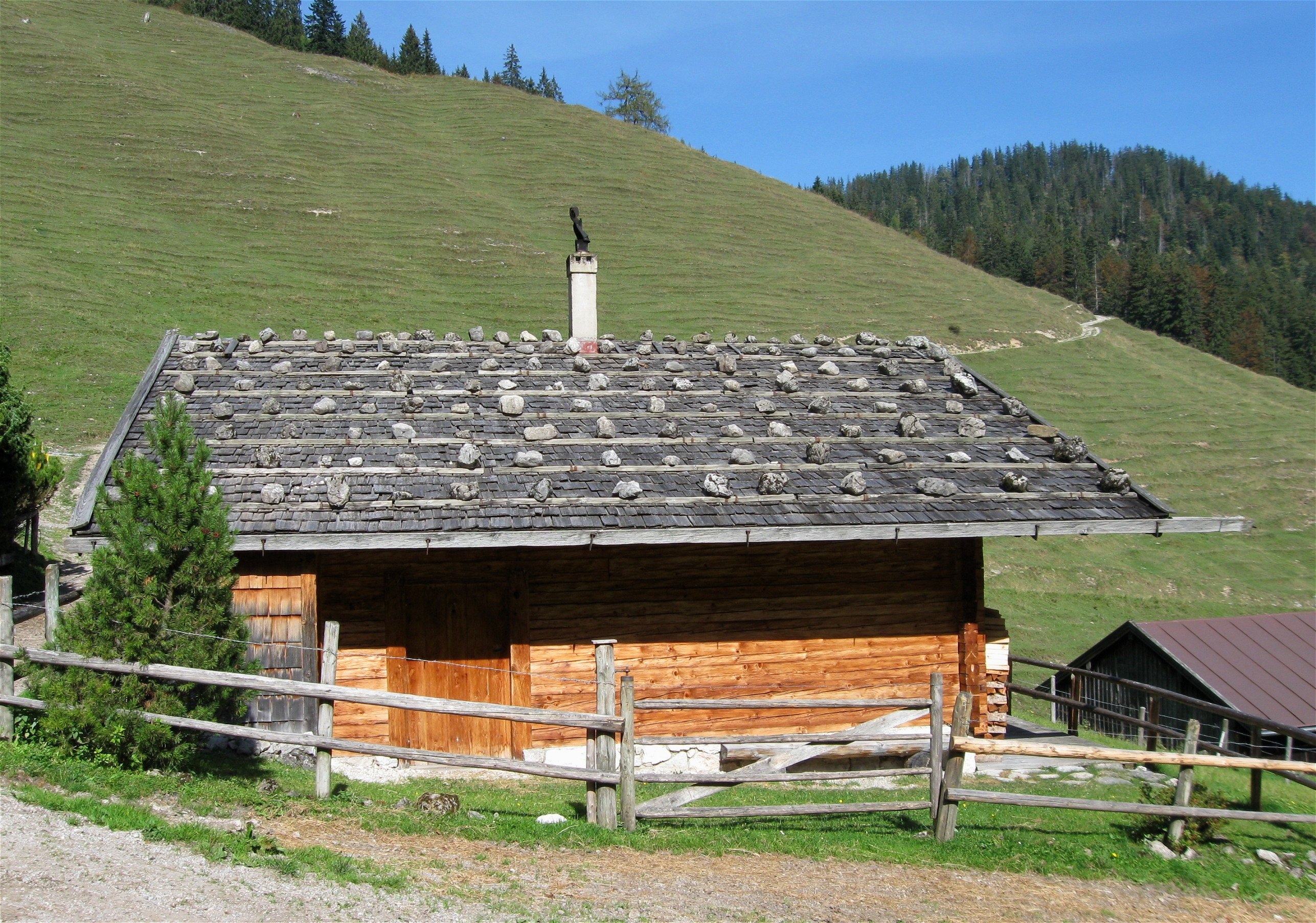
Bavière, Allemagne.
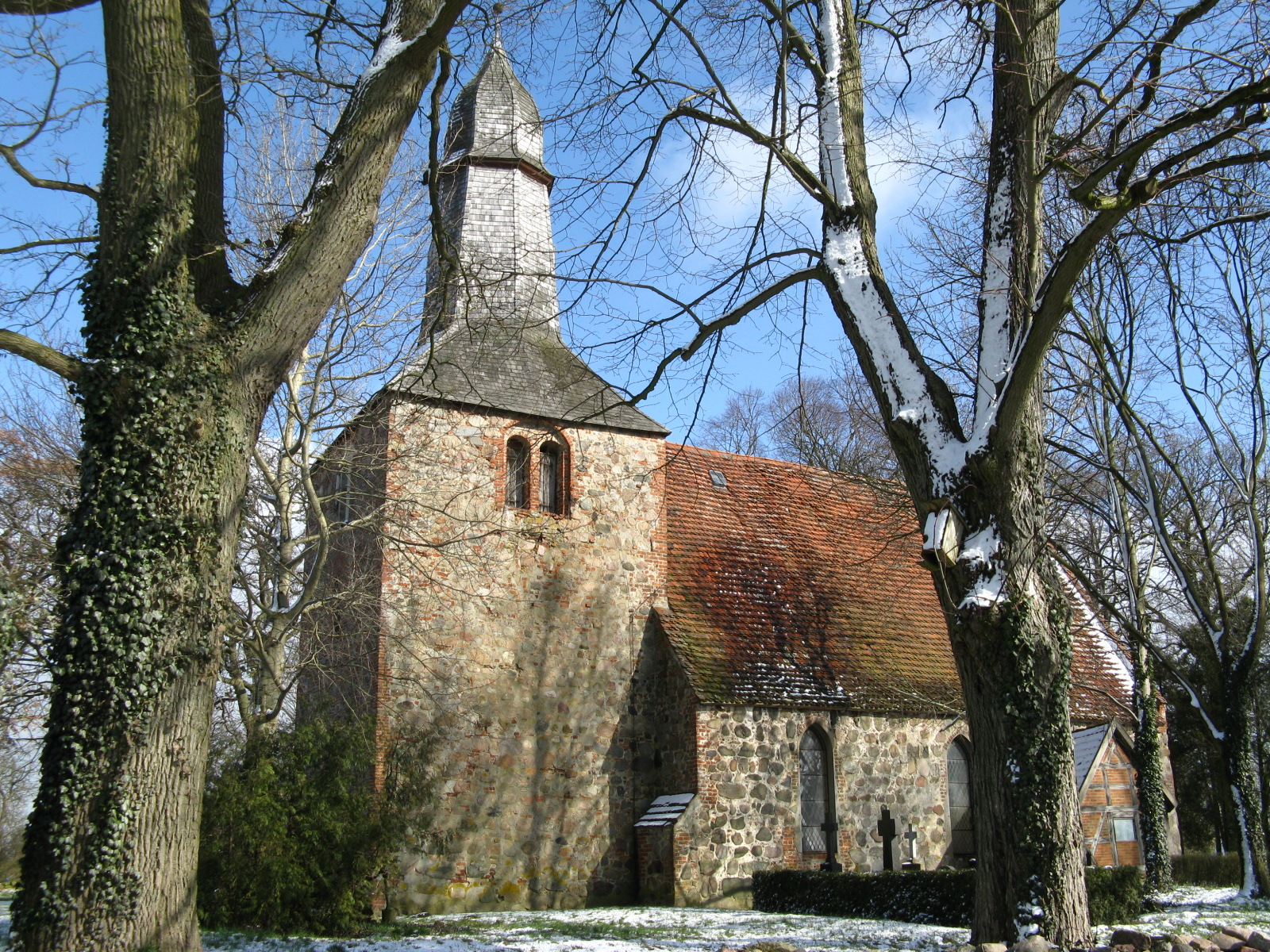
Église de Kladrum, Allemagne.
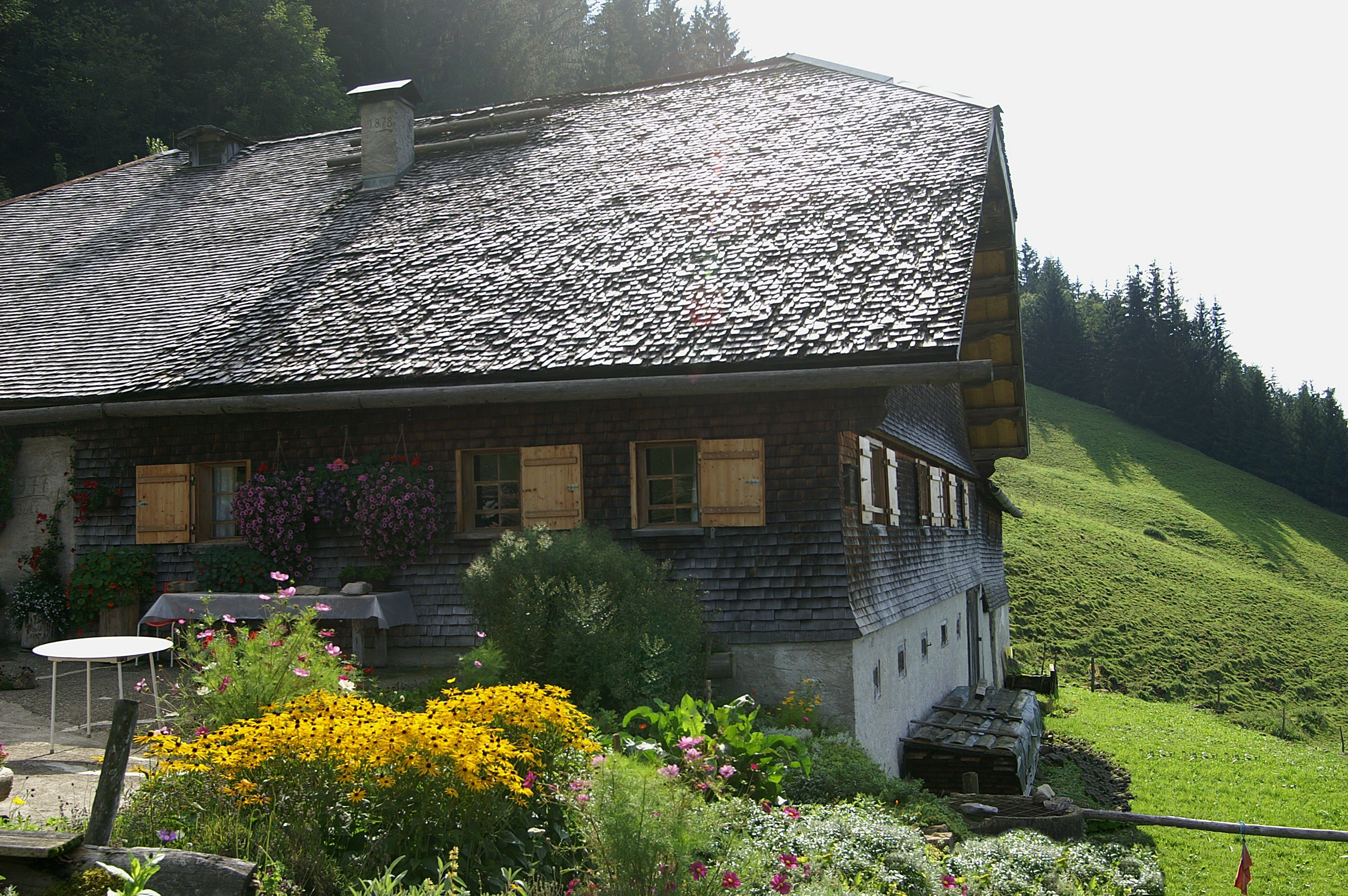
Andelsbuch, Autriche.
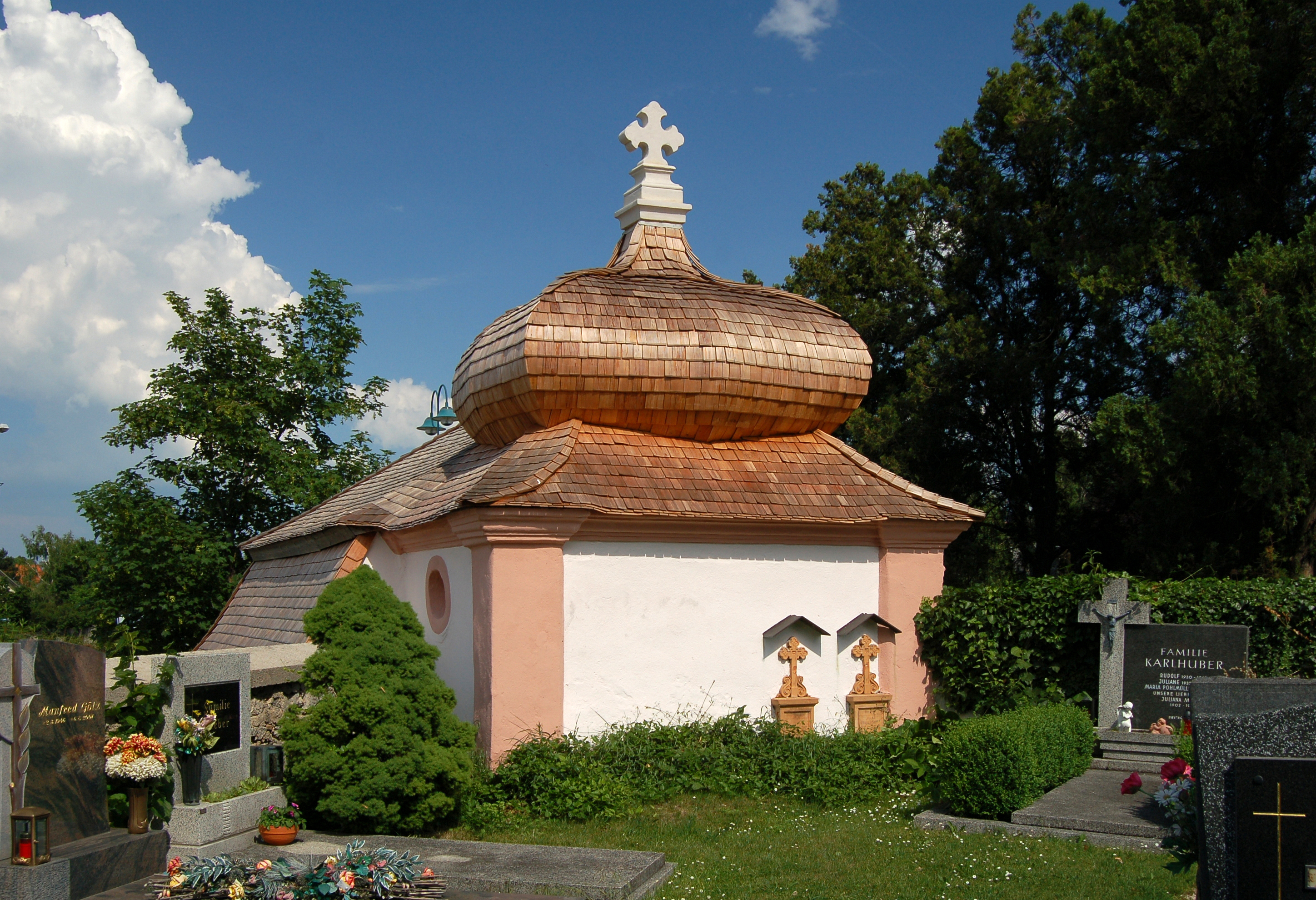
Autriche
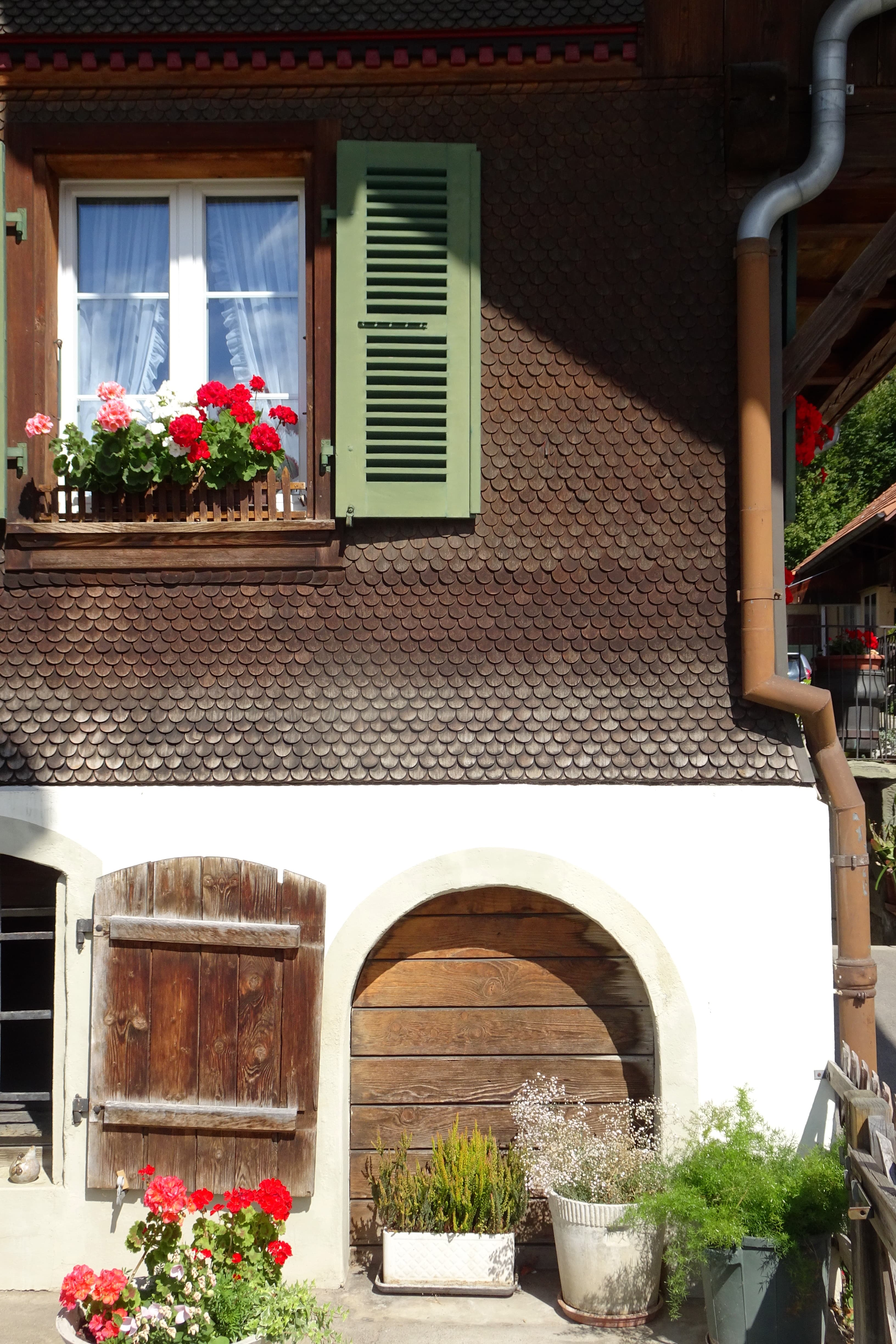
Maison à Schwarzenburg, canton de Berne. Façade couverte de bardeaux arrondis.
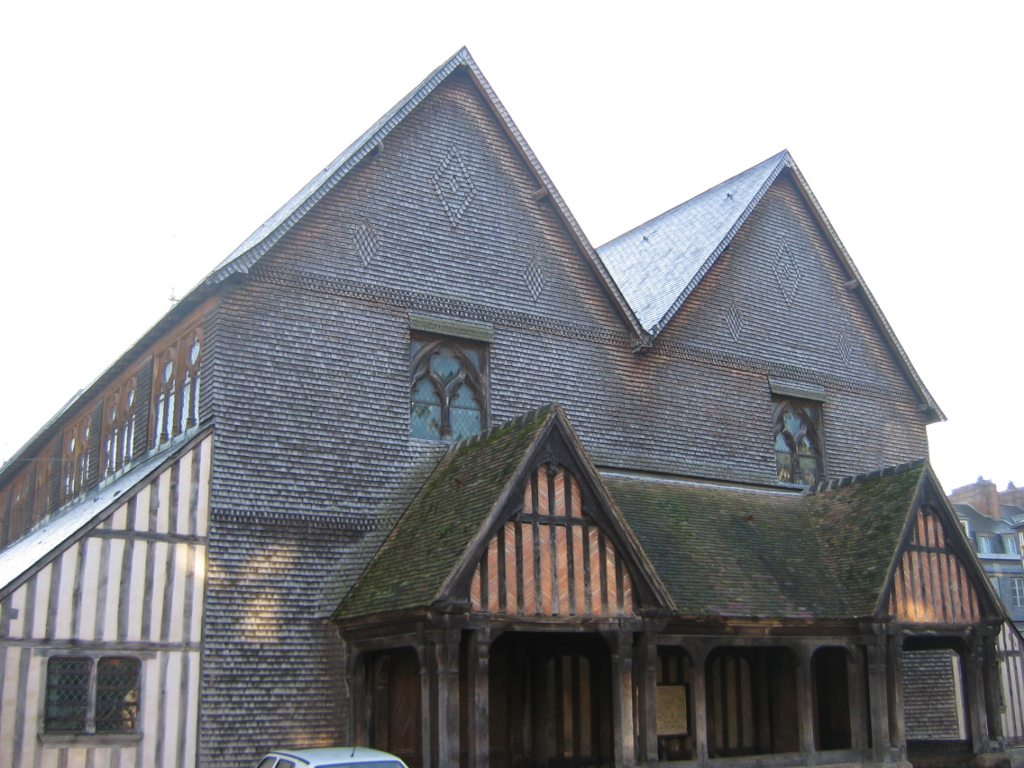
Essentage sur la façade occidentale de l'église Sainte-Catherine de Honfleur.
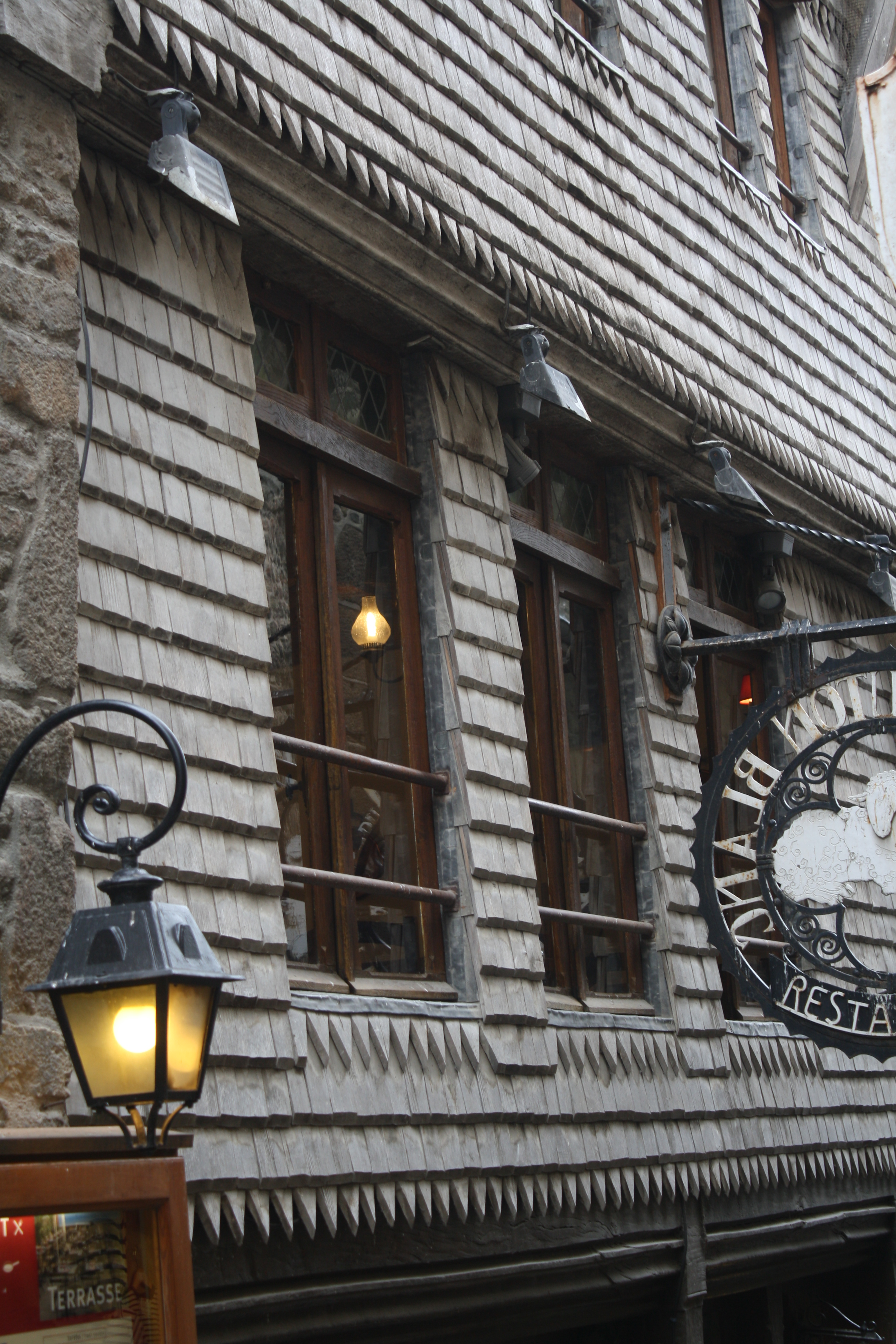
Essentes, Mont-Saint-Michel.
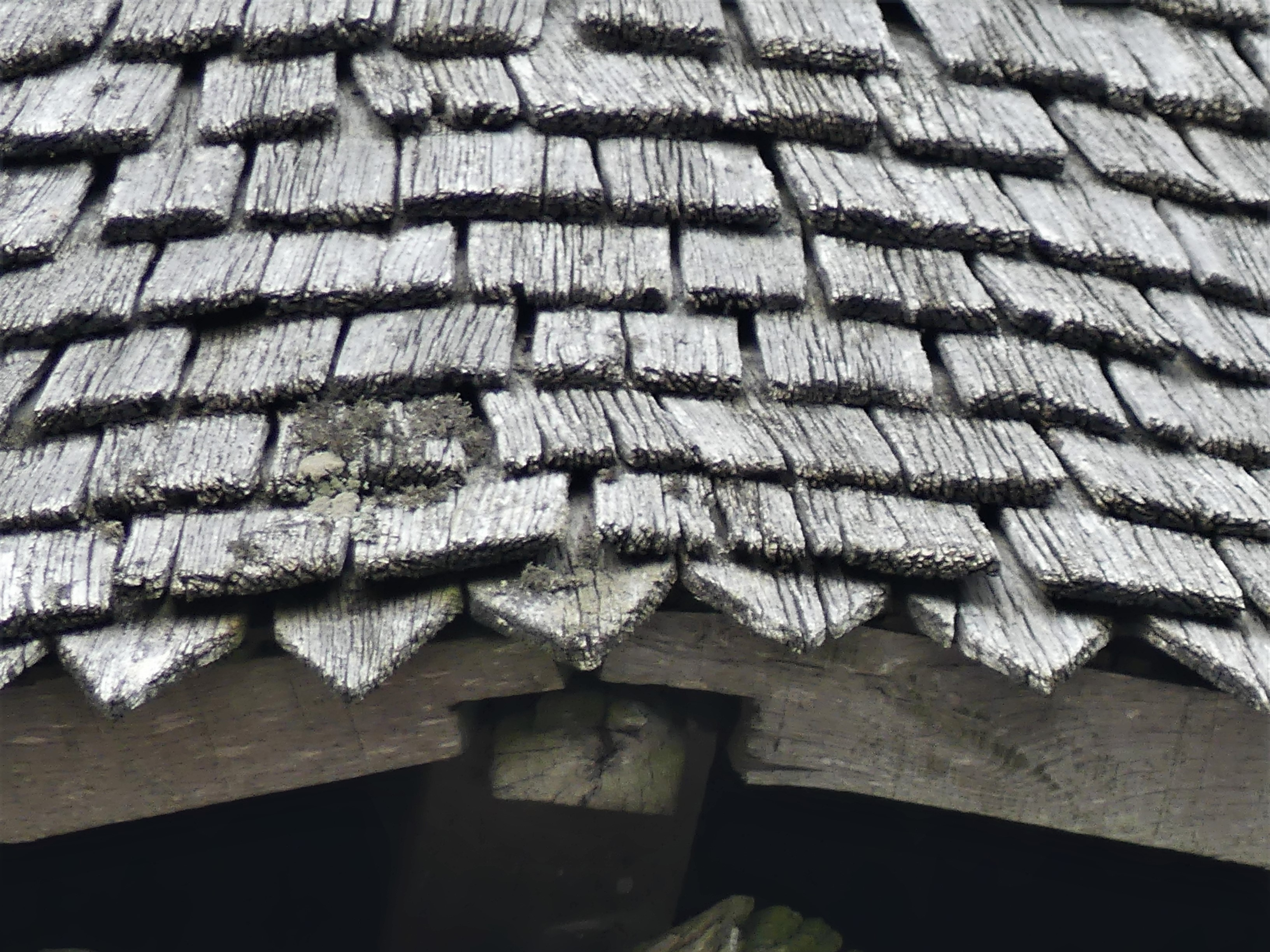
Bardeaux du clocher de l'église de Saint-Alpinien.
Schéma d'un bardeau polonais.
Schéma de fabrication.
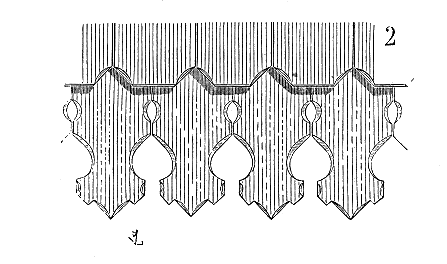
Bardeaux découpés en forme de lambrequins à Honfleur (France).
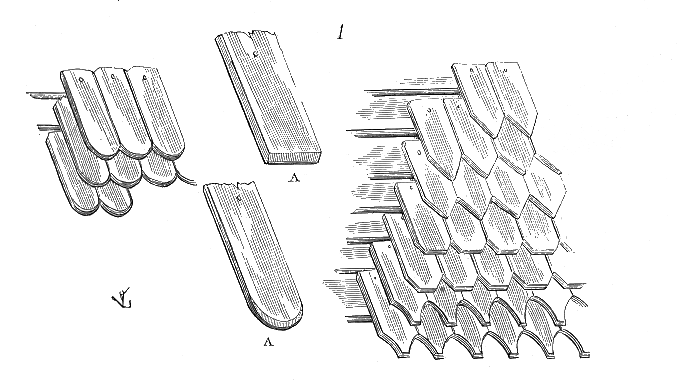
Bardeaux des XVe et XVIe siècles.